# McKinney
McKinney település az Amerikai Egyesült Államok Texas államában, Collin megyében, melynek megyeszékhelye is. Lakosainak száma 195 308 fő (2020. április 1.).

## Népesség
A település népességének változása:
| Lakosok száma | 131 117 | 155 142 | 195 308 |
|               | 2010    | 2015    | 2020    |